# New (chanson)
Singles de AAA
Aishiteru no ni, Aisenai
(2015) Namida no Nai Sekai
(2016)
New est le 51e single du groupe AAA sorti sous le label Avex Trax le 8 juin 2016 au Japon. Il arrive 3e à l'Oricon[réf. nécessaire]. New se trouve sur l'album Way Of Glory.
La chanson sera par la suite utilisée dans une publicité de 30 secondes pour la boisson Sprite.

## Liste des titres
| 1. | New           |               |  |
| 2. | Interlude     |               |  |
| 3. | Leap of Faith |               |  |
| 4. | New           |               |  |
| 5. | Leap of Faith | instrumentale |  |

| 1. | New | clip musical              |  |
| 2. | New | making of du clip musical |  |

| 1. | New                                         |                |  |
| 2. | Interlude                                   |                |  |
| 3. | Leap of Faith                               |                |  |
| 4. | New                                         | 2Bedroom Remix |  |
| 5. | New                                         | instrumentale  |  |
| 6. | Leap of Faith                               | instrumentale  |  |
| 7. | Think about AAA 11th Anniversary, season 38 |                |  |
| 8. | Think about AAA 11th Anniversary, season 39 |                |  |